# Dik van Dieren en zo
Dik van Dieren en zo is een Nederlandse stripreeks die werd geschreven en getekend door Gerard Leever.

## Inhoud
De reeks draait rond de avonturen van Dik van Dieren, een voormalig medewerker van een laboratorium die proefdieren, die door experimenten intelligent zijn geworden, helpt te ontsnappen en samen met hen een detectivebureau begint op zijn zolderkamer.

## Publicatiegeschiedenis
De verhalen verschenen tussen 1995 en 2003 in het stripblad Suske en Wiske. In 2003 werd het eerste album met verhalen uitgegeven bij uitgeverij Silvester. In 2012 werden dit album en nog een vervolgalbum uitgegeven bij de uitgeverij Strip2000.

## Albums
1. De eerste 11 zaken (Silvester, 2003 en Strip2000, 2012)
2. Het einde van de wereld & andere zaken (Strip2000, 2012)